# Ofeltes
Segons la mitologia grega, Ofeltes (en grec antic Ὀφέλτης Ŏphéltēs) va ser un fill de Licurg, rei de Nèmea, i d'Eurídice. De vegades la mare es diu Amfitea.
Hipsípile, una captiva, el cuidava. Quan els set cabdills anaven cap a Tebes i buscaven aigua, i Hipsípile es va oferir per acompanyar-los a la font, deixant sol al nen. Ofeltes va morir estrangulat per la serp que guardava la font, perquè un oracle havia advertit que no toqués mai a terra mentre no pogués caminar. Quan van tornar els herois van matar la serp i van enterrar el noi. Amfiarau els va dir que era un senyal que indicava el seu futur, i ells van rebatejar Ofeltes amb el nom d'Arquèmor, «inici del destí».
Licurg li va dedicar uns Jocs Fúnebres solemnes en honor seu que més endavant donarien lloc als Jocs Nemeus. Els set cabdills hi van participar. Amfiarau va aconseguir que Licurg perdonés Hipsípile.